# Драгутин Шурбек
Драгутин Шурбек (Загреб, СФРЈ данас Хрватска, 8. август 1946 — 15. јул 2018) био је југословенски репрезентативац у стоном тенису и хрватски стонотенисер и тренер, заслужни спортиста Југославије 1983. По занимању је био ПТТ техничар.
Стони тенис је почео играти у Загребу као десетогодишњак у СТК Поштар, а од 1965. је члан ГСТК Весник — Загреб. За репрезентацију Југославије игра од 1966. Освојио је 12 медаља на Светским првенствима 2 златне, 2 сребрне и 8 бронзаних.
Још бољи резултат имао је на Европским првенствима, освојио је 19 медаља 5 златних, 4 сребрене и 10 бронзаних. Вишеструки је међународни првак Југославије, првак Балкана и Скандинавије. Учествовао је на 13 такмичења Европски Топ-12, где је освојио 2 прва, 2 друга и три трећа места.
На Светском првенству 1975. у Калкути награђен је Трофејом фер-плеја — Ричарда Бергмана. На Европском првенству 1976. у Прагу наступајући за репрезентацију Југославији, која је освојила прво место победивши у свим партијама.
Од 1977. играо је за ТТЦ Калв из Западне Немачке.
Од средине 1960-их па до средине 1980-их година, нарочито с партнером из репрезентације Антуном Стипанчићем али и другим играчима и играчицама доминирао европским и светским стоним тенисом. Успешан је био и на клупском плану где је такође вишеструки европски првак.
Био је председник хрватског стонотенисерског савеза.
Преминуо је 15. јула 2018. године у 72. години живота.